# Typhonium hunanense
Typhonium hunanense là một loài thực vật có hoa trong họ Ráy (Araceae). Loài này được H.Li & Z.Q.Liu miêu tả khoa học đầu tiên năm 1983.